# أيوب المرزوقي
أيوب عمر محمد المرزوقي (مواليد 2 يونيو 1986)، لاعب كرة قدم إماراتي يجيد اللعب كحارس مرمى.

## مسيرته الإحترافية
مثل نادي الوصل في فئات الأشبال و إنتقل إلى نادي بني ياس في الفئات السنية في عام 2004 و وصل للفريق الأول عام 2007 و لعب بعدها مع نادي الفجيرة ونادي خورفكان والنادي العربي ونادي مصفوت ونادي البطائح.

## روابط خارجية
- أيوب المرزوقي على موقع Soccerway.com (الإنجليزية)